# Emil Schoch
Emil Schoch (* 11. Mai 1862 in Nürnberg; † 20. April 1916 in München) war ein bayerischer Generalmajor im Ersten Weltkrieg.

## Leben

### Herkunft
Sein Urgroßvater war der zum Tod verurteilte Schweizer Revolutionär Johann Felix Schoch (1768–1817), sein Großvater der Verwalter des Militärfohlenhofs Steingaden Johann Erhard Schoch (1788–1839). Er war ein Sohn von Karl Wilhelm Schoch (1821–1868), Oberst im bayerischen Generalstab, und von dessen Ehefrau Marie, geborene Heymann aus Nürnberg. Seine Brüder Gustav, Albert und Karl wurden ebenfalls Generäle der Bayerischen Armee.

### Militärkarriere
Schoch trat aus dem Kadettenkorps kommend 1881 als Portepeefähnrich in das 1. Infanterie-Regiment „König“ der Bayerischen Armee ein. Dort wurde er am 22. Dezember 1883 Sekondeleutnant und war 1886/89 als Adjutant beim Bezirkskommando Passau tätig. Anschließend kehrte Schoch zu seinem Regiment zurück, wurde Bataillonsadjutant und am 13. Juni 1892 zum Premierleutnant befördert. Als solcher absolvierte er von 1892 bis 1895 die Kriegsakademie, die ihm die Qualifikation für die Höhere Adjutantur aussprach. Am 7. November 1896 folgte mit seiner Beförderung zum Hauptmann seine Ernennung zum Kompaniechef. In dieser Funktion befehligte Schoch bis 1903 die 8. Kompanie und wurde dann als Adjutant der 4. Division nach Würzburg versetzt. Zwischenzeitlich zum Major befördert, wurde er 1906 in das 1. Infanterie-Regiment „König“ rückversetzt und kommandierte die kommenden beiden Jahre das III. Bataillon. Anschließend in den Stab versetzt und am 8. Mai 1909 zum Oberstleutnant befördert, wurde Schoch schließlich als Oberst 1912 zum Regimentskommandeur ernannt. Am 18. Dezember 1913 folgte seine Ernennung zum Kommandeur der 3. Infanterie-Brigade und am 7. Januar 1914 die Beförderung zum Generalmajor.
Im Verbund mit der 2. Infanterie-Division nahm Schoch mit seiner Brigade nach Ausbruch des Ersten Weltkriegs an den Kämpfen in Lothringen und in Frankreich teil. Am 19. Oktober 1914 von seinem Posten als Kommandeur entbunden, wurde Schoch dem Generalkommando des I. Armee-Korps zugeteilt. Vom 27. Januar 1915 bis zur Auflösung des Großverbandes war er Kommandeur der 5. Reserve-Infanterie-Brigade. Anschließend hatte Schoch kurzzeitig das Kommando über die in Stellungskämpfen in Flandern und Artois liegende 14. Reserve-Infanterie-Brigade, die er jedoch krankheitsbedingt am 26. März 1915 abgeben musste. Schoch wurde daraufhin zur Disposition gestellt.
Er verstarb im Jahr darauf in München.

### Familie
Schoch hatte sich 1896 mit Erna Käster verheiratet, mit der er ein Kind hatte.